# Fédération des employées et employés de services publics
 (juin 2024).
La Fédération des employées et employés de services publics (FEESP-CSN) est un syndicat canadien (québécois) qui a pour but de promouvoir les intérêts professionnels, économiques, sociaux et politiques des syndicats affiliés. La fédération fourni aux syndicats affiliés des services professionnels en matière de négociation et d'application de convention collective (notamment concernant les griefs et les régimes de retraite). La consolidation et la prévention en matière de santé, de sécurité et d'environnement relèvent également de sa juridiction. Elle est l'une des huit fédérations de la Confédération des syndicats nationaux (CSN). Le siège social de la fédération est établi à Montréal.

## Historique
Fondée en 1947 sous le nom de Fédération des employés municipaux, la Fédération des employées et employés de services publics compte 425 syndicats affiliés représentant 69 000 membres œuvrant dans le domaine des services publics et parapublics au Québec.
C'est à l'occasion d'un premier congrès à Québec le samedi 28 juin 1947 qu'est officiellement fondée la Fédération des employés municipaux. Pour ce premier congrès de la fédération, quelques 75 délégués syndicaux sont réunis. Les discussions portent alors essentiellement sur la création de la nouvelle fédération, ainsi que sur son affiliation à la Confédération des travailleurs catholiques du Canada (CTCC), ancêtre de l'actuelle CSN. Le même jour, les délégués ont également élu un premier bureau de direction. L'élection, présidée par M. Gérard Picard, président de la CTCC, confirme alors que M. René Constant sera le premier président de l'histoire de la fédération. Il sera accompagné par M. Alfred Maheux (1er vice-président), M. J-Henri Bettez (2e vice-président), de M. René Bélanger (secrétaire-trésorier) et de M. Gilles Vincent (secrétaire-correspondant).
Si la fédération a officiellement vu le jour en juin, ce sont les 12 et 13 avril 1947 que se tiennent les premières discussions pour en jeter les bases. Durant ce week-end, les représentants d'une vingtaine de syndicats se réunissent à l'Édifice des syndicats nationaux, au 1231 Est, rue DeMontigny, à Montréal. Les discussions portent alors sur la nécessité de se regrouper en fédération pour établir un front commun en vue des négociations à venir dans les municipalités au Québec et s'organiser pour faire face à des projets de loi, notamment le bill (projet de loi) 62, Loi concernant les corporations municipales et scolaires et leurs employés, affectant directement les conditions de travail des employés municipaux,.